# Mario Taracena
Mario Taracena Díaz-Sol (Ciudad de Guatemala, 6 de mayo de 1957) es un político guatemalteco. Fue presidente del Congreso de 2016 a 2017, inició su carrera política en 1984 y desde entonces sirvió en múltiples ocasiones en el Congreso, así como un período en el Parlamento Centroamericano.

## Primeros años
Taracena nació el 6 de mayo de 1957 en la Ciudad de Guatemala. Creció en una familia económicamente acomodada. Tanto su padre como sus abuelos estaban involucrados en política. Su padre fue miembro fundador del Movimiento de Liberación Nacional, como opositor de Miguel Ydígoras Fuentes, fue exiliado dos veces.
Mario Taracena estudió en el Liceo Guatemala  y más tarde obtuvo una licenciatura en la Facultad de Economía de la Universidad Rafael Landívar.

## Carrera política
Taracena sirvió en la Asamblea Constituyente de Guatemala entre 1984 y 1986 para la Unión del Centro Nacional (UCN). Fue uno de los fundadores del partido en 1983. Taracena fue miembro del Congreso de Guatemala por la UCN de 1986 a 1991, y nuevamente de 1991 a 1993. Dejó el partido luego de un conflicto con Jorge Carpio Nicolle. Fue miembro del Parlamento Centroamericano por el Partido de Avanzada Nacional (PAN) entre 1995 y 2000. Taracena también fue uno de los fundadores del PAN en 1989, dejó el partido luego de un conflicto con Rubén Darío Morales. En 2004 Taracena volvió a obtener un cargo político interno al convertirse en miembro del Congreso por la Unidad Nacional de la Esperanza (UNE). Completó su primer mandato para el partido en 2008 y un segundo en 2012. Taracena fue reelegido en las elecciones de 2015 y 2019, obteniendo un escaño por Listado Nacional.
El 14 de enero de 2016 Taracena fue elegido presidente del Congreso, obteniendo 120 de 157 votos. Sucedió a Luis Rabbé. Poco tiempo después de asumir el cargo, Taracena manifestó que su principal objetivo era lograr reformas a la Ley Orgánica del Organismo Legislativo, para que la confianza pública en el Congreso se elevara después de haber sido rebajada por abuso de poder y corrupción. Óscar Chinchilla lo sucedió como presidente del Congreso el 14 de enero de 2017.

## Vida personal
Taracena es católico. Es casado y tiene tres hijas y un hijo.